# Route nationale 25 (Belgique)
Pour les articles homonymes, voir Route nationale 25.
La route nationale 25 est une route nationale de Belgique qui relie Louvain à Nivelles. Celle-ci est prolongée à Nivelles par le ring 24 en direction de l'autoroute A7-E19.

## Description du tracé

### Section Mont-Saint-Guibert – Nivelles
La section de la N25 entre Mont-Saint-Guibert et Nivelles se distingue par son gabarit à 2x2 bandes avec terre-plein central et carrefours dénivelés et le fait qu'elle soit réservée à la circulation des automobiles. Elle a été mise en service en plusieurs phases : en (N4 – N275), en 1988 (N275 – N5), en 1995 (N5 – N237) et finalement en 2007 (N237 – R24).
Le dernier tronçon, de 2,2 kilomètres environ, a été inauguré le 22 juin 2007 par Michel Daerden, alors ministre de l'Equipement et des Transports à la Région wallonne.
La liste ci-dessous reprend l'ensemble des échangeurs et ouvrages d'art de cette section :
- Mont-Saint-Guibert
- Louvain-la-Neuve (Parc d'affaires)
- Ottignies-Louvain-la-Neuve N238
- Beaurieu, Mont-Saint-Guibert
- Court-Saint-Étienne, Villers-la-Ville N275
- Bousval N237
- Ways
- Genappe, Waterloo
- Vieux-Genappe, Lillois
- Houtain-le-Val, Nivelles
- Nivelles

### Communes sur le parcours
- Région flamande
  -  Province du Brabant flamand
    - Louvain
    - Oud-Heverlee
    - Bierbeek
- Région wallonne
  -  Province du Brabant wallon
    - Beauvechain
    - Grez-Doiceau
    - Chaumont-Gistoux
    - Wavre
    - Ottignies-Louvain-la-Neuve
    - Mont-Saint-Guibert
    - Court-Saint-Étienne
    - Genappe
    - Nivelles

## Statistiques de fréquentation
| BK   | Début                                              | Fin                             | Trafic moyen journalier (6h–22h, en milliers), | Trafic moyen journalier (6h–22h, en milliers), | Trafic moyen journalier (6h–22h, en milliers), | Trafic moyen journalier (6h–22h, en milliers), | Trafic moyen journalier (6h–22h, en milliers), | Trafic moyen journalier (6h–22h, en milliers), | Trafic moyen journalier (6h–22h, en milliers), |
| BK   | Début                                              | Fin                             | 1985                                           | 1990                                           | 1995                                           | 2000                                           | 2005                                           | 2010                                           | 2015                                           |
| ---- | -------------------------------------------------- | ------------------------------- | ---------------------------------------------- | ---------------------------------------------- | ---------------------------------------------- | ---------------------------------------------- | ---------------------------------------------- | ---------------------------------------------- | ---------------------------------------------- |
| 0,3  | Louvain                                            | – 23 Haasrode                   | 0                                              | 0                                              | 0                                              | 0                                              | 0                                              | –                                              | –                                              |
| 3,8  | – 23 Haasrode                                      | Oud-Heverlee (Blanden) N251     | 0                                              | 0                                              | 0                                              | 0                                              | 0                                              | –                                              | –                                              |
| 5,6  | Oud-Heverlee (Blanden) N251                        | Beauvechain (Hamme-Mille)       | 0                                              | 0                                              | 0                                              | 0                                              | 0                                              | –                                              | –                                              |
| 15,5 | Beauvechain (Hamme-Mille)                          | Grez-Doiceau N268               | 0                                              | 0                                              | 0                                              | 0                                              | 0                                              | –                                              | –                                              |
| 20,5 | Grez-Doiceau N268                                  | Wavre N243                      | 0                                              | 0                                              | 0                                              | 0                                              | 0                                              | –                                              | –                                              |
| 21,5 | Wavre N243                                         | – 8 Louvranges                  | 0                                              | 0                                              | 0                                              | 0                                              | 0                                              | –                                              | –                                              |
| 26,6 | Ottignies-Louvain-la-Neuve (Louvain-la-Neuve) N238 | Court-Saint-Étienne (Faux) N275 | 0                                              | 0                                              | 0                                              | 0                                              | 0                                              | –                                              | –                                              |
| 35,6 | Genappe (Bousval) N237                             | Genappe                         | –                                              | –                                              | 0                                              | 0                                              | 0                                              | –                                              | –                                              |
| 43,6 | Genappe                                            | Nivelles (Jérusalem) N237       | –                                              | –                                              | 0                                              | 0                                              | 0                                              | –                                              | –                                              |